# ラクロス (人工衛星)
ラクロス（Lacrosse）またはオニキス（Onyx）は、アメリカ国家偵察局が運用する合成開口レーダー（SAR）を搭載した偵察衛星である。1988年から2005年にかけて5機が打ち上げられた。

## 概要
ラクロスの開発は1978年に開始された。中央情報局（CIA）は光学センサとレーダーの両方を搭載した衛星を、アメリカ空軍はレーダー衛星を提案していたが、アメリカ空軍の案が採用された。1号機から4号機までは、展開式の巨大な皿状のアンテナを装備しているが、5号機ではアンテナ形状が長方形の平面アンテナに変更されている。初期の衛星は地上分解能1.5～3メートルで、TDRSで中継をしたデータをホワイトサンズの地上局で受信していたとされる。
衛星の性質上、長期間にわたって情報は秘匿されていた。2008年7月に機密指定が解除され、衛星の存在が公式に認められ、組立中の写真なども公開されたが、性能など詳細は明らかになっていない。2013年にエドワード・スノーデンが暴露したアメリカの諜報活動に関連する情報により、プロジェクト名がオニキス（Onyx）であることが判明した。
2015年4月にアメリカ科学者連盟（FAS）が、2005年から2010年にかけてロシアのアルタイ光学レーザーセンターがラクロス衛星の地上撮影に成功していたと発表した。補償光学付60cm反射望遠鏡によって、既に再突入していた1号機を除く2号機から5号機までが撮影されており、従来推測されていた衛星の形状などが裏付けられた。

### 後継機
後継機はFIA計画（Future Imagery Architecture）として、光学衛星とレーダー衛星を統合した新型衛星となる予定であった。ボーイングを中心とした企業連合が受注したが技術的困難により開発は難航し、予算超過と遅延により契約先がロッキードへ切り替えられたが、2005年に計画中止となった。

## 衛星一覧
5機の衛星が打ち上げられ、2015年現在は3機が軌道上にある。衛星は極域を含む全ての地表面を観測可能な軌道傾斜角68°もしくは57°の軌道に投入される。
| 名称    | COSPAR ID SATCAT № | 打上日時 (UTC)      | ロケット                | 射場                            | 打上番号 | 軌道                    | 再突入日時 | 備考                                                         |
| ------- | ------------------ | ------------------- | ----------------------- | ------------------------------- | -------- | ----------------------- | ---------- | ------------------------------------------------------------ |
| USA-34  | 1988-106B 19671    | 1988-12-02 14:30:34 | アトランティス (STS-27) | ケネディ宇宙センター LC-39B     | N/A      | 437 km × 447 km × 57.0° | 1997-03-25 |                                                              |
| USA-69  | 1991-017A 21147    | 1991-03-08 12:03    | タイタンIV 403A         | ヴァンデンバーグ空軍基地 SLC-4E | N/A      | 420 km × 662 km × 68.0° | 2011-03-26 | ヴァンデンバーグ空軍基地からタイタンIV初めての打上げ         |
| USA-133 | 1997-064A 25017    | 1997-10-24 02:32    | タイタンIV 403A         | ヴァンデンバーグ空軍基地 SLC-4E | NROL-3   | 666 km × 679 km × 57.0° | N/A        |                                                              |
| USA-152 | 2000-047A 26473    | 2000-08-17 23:45:01 | タイタンIV 403B         | ヴァンデンバーグ空軍基地 SLC-4E | NROL-11  | 695 km × 689 km × 68.0° | N/A        | 初期の軌道から微調整が行われ 675km × 572km × 68.1°へ移動した |
| USA-182 | 2005-016A 28646    | 2005-04-30 00:50:00 | タイタンIV 403B         | ケープカナベラル空軍基地 SLC-40 | NROL-16  | 712 km × 718 km × 57.0° | N/A        | ケープカナベラル空軍基地からのタイタンIV最後の打ち上げ       |